# Sam J. Jones

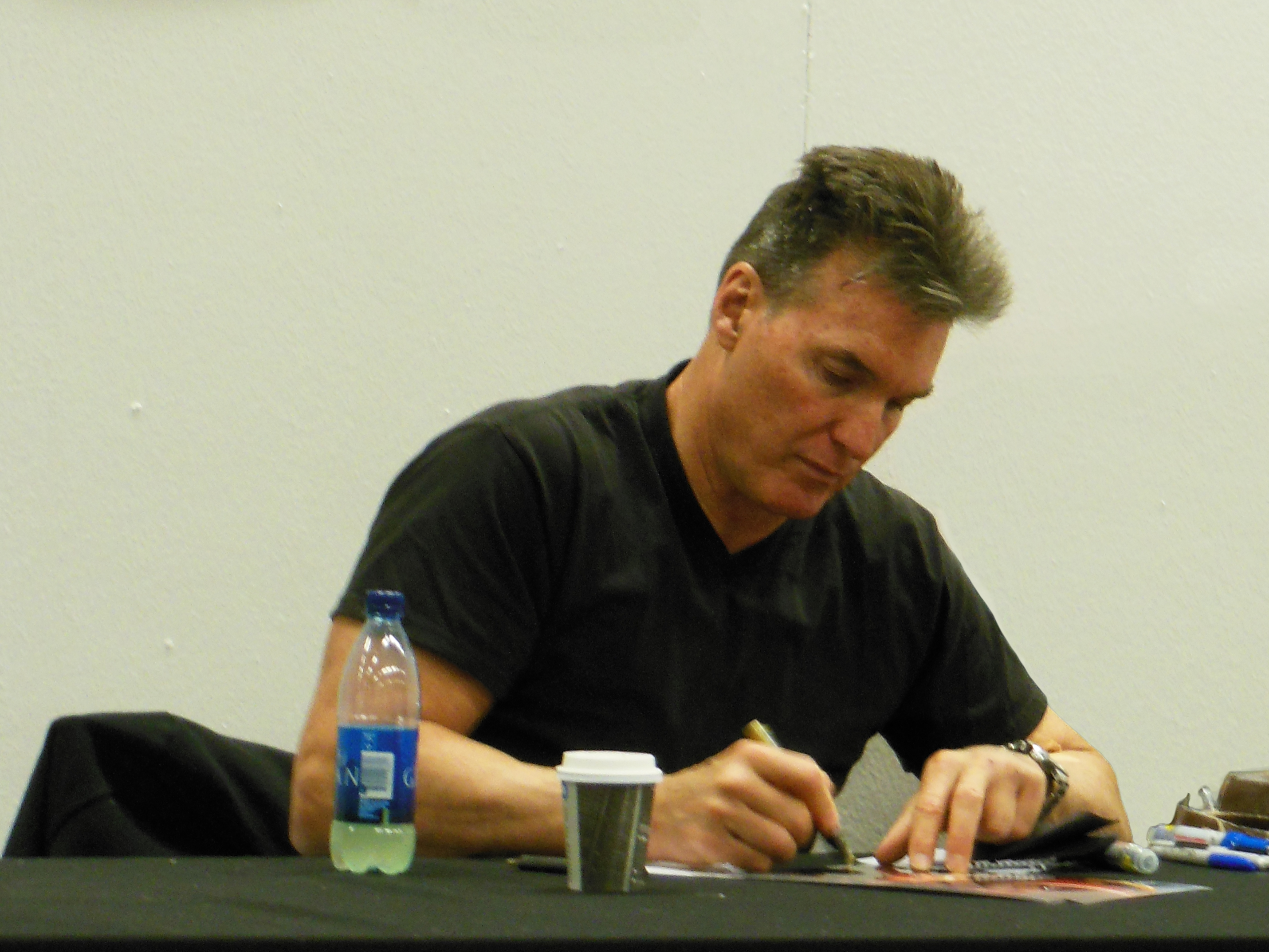
Sam J. Jones på the Scandinavian Sci-Fi, Game & Film Convention på Svenska Mässan i april 2013.

Sam J. Jones, född 12 augusti 1954 i Chicago, Illinois, är en amerikansk skådespelare.
Hans första filmroll var en biroll i Blåst på konfekten (1979). Därefter fick han sitt genombrott som titelrollen i Blixt Gordon (1980). Han har därefter medverkat i ett stort antal filmer, främst lågbudgetfilmer. 
Han poserade även naken i ett nummer av Playgirl 1975.